# Arcos (Madrid)
Arcos es un barrio del distrito de San Blas-Canillejas, en la ciudad española de Madrid. Contaba con una población de 23 274 habitantes en 2015. Lo delimitan la calle de los Hermanos García Noblejas, la calle de Pobladura del Valle, la avenida de Canillejas a Vicálvaro y la autopista M-40.
En este barrio se encuentran el Centro Cultural Antonio Machado, la Fundación Goyeneche, la Escuela Oficial de Idiomas de San Blas y el Centro Comercial Las Rosas.

## Accesos
El barrio se encuentra bien comunicado tanto por transporte público como en transporte privado, gracias a vías de alta capacidad como la calle de los Hermanos García Noblejas, la avenida de Guadalajara y la calle de Aquitania. El acceso por carretera se realiza por la salida 12 de la autopista M-40, además de estar conectado a los barrios colindantes mediante diversas vías urbanas.
Respecto al transporte público, Metro de Madrid tiene tres paradas en el barrio de Arcos: San Blas, perteneciente a la línea 7, y las estaciones de Alsacia y Avenida de Guadalajara, ambas de la línea 2.
En autobús, existen las siguientes líneas de EMT Madrid que dan servicio al barrio: 4, 38, 48, 70, 106, 140, 153, 165, 167, E2, N6 y N7 de la EMT, así como las interurbanas 287 y N203.